# Oued Sefioun
Oued Sefioun är ett vattendrag i Algeriet.   Det ligger i provinsen Saida, i den norra delen av landet, 300 km sydväst om huvudstaden Alger.